# 米利奇維爾
米利奇維爾（英語：Milledgeville）是一個位於美国喬治亞州鮑德溫縣的城市。根據2010年美國人口普查，該地共人口17715人，而該地的面積約為53.30平方千米。同時該地也是鮑德溫縣的縣治。

## 地理
米利奇維爾的座標為33°05′16″N 83°14′00″W / 33.08778°N 83.23333°W，而該地的平均海拔高度為100米（即330英尺）。